# Condado de Lagunillas
El condado de Lagunillas es un título nobiliario español creado el 8 de junio de 1775 por el rey Carlos III a favor del teniente coronel de caballería Felipe José de Sequeira y de León, alcalde ordinario de La Habana, caballero de las órdenes de Carlos III y de Calatrava, hijo del sevillano Juan Francisco de Sequeira y Ramallo, alcalde ordinario de La Habana, ministro honorario de la Contaduría Mayor del Real y Supremo Consejo de Hacienda, y de la alvaradeña Teresa de León y Grimaldo.
La denominación del título alude a la hacienda llamada «Lagunillas», en término de La Habana, propiedad del primer titular.
|                                     | Titular                                 | Periodo                           |
| Creación por Carlos III de España   | Creación por Carlos III de España       | Creación por Carlos III de España |
| ----------------------------------- | --------------------------------------- | --------------------------------- |
| I                                   | Felipe José de Sequeira y de León       | 1775-1797                         |
| II                                  | Juan José de Sequeira y de Palma-Beloso | 1797-1810                         |
| III                                 | Juan Francisco de Sequeira y de Acosta  | 1810-1849                         |
| IV                                  | Juan Marcial de Sequeira y de Cárdenas  | 1852-1891                         |
| V                                   | Isabel de Sequeira y de Xenes           | 1891-¿?                           |
| Rehabilitación por Francisco Franco |                                         |                                   |
| VI                                  | Joaquín Casimiro Gumá y de Herrera      | 1951-1984                         |
| VII                                 | Joaquín Gumá y López-Serrano            | 1984-2009                         |

## Historia de los condes de Lagunillas
- Felipe José de Sequeira y de León (La Habana, 13 de septiembre de 1729-La Habana, 15 de agosto de 1797), I conde de Lagunilla,[4]

Casó en primeras nupcias, el 21 de julio de 1749 con Juana Apolonia de Palma-Beloso y Pita de Figueroa (m. 1766). Contrajo un segundo matrimonio el 20 de julio de 1767, con Mariana-Cayetana de la Merced Duarte y Castro-Palomino. Sucedió su hijo del primer matrimonio:
- Juan José de Sequeira y Palma-Beloso (La Habana, 9 de diciembre de 1750-La Habana, 21  de agosto de 1810), II conde de Lagunillas,[4] teniente coronel de las milicias de la ciudad, alcalde ordinario, regidor honorario y procurador general del ayuntamiento de La Habana y caballero de la Orden de Carlos III.[4]

Casó, en la catedral de La Habana el 6 de julio de 1767, con Mariana de Jesús Rodríguez de Acosta y Manresa. Le sucedió su hijo:
- Juan Francisco de Sequeira y Acosta (La Habana, 11 de agosto de 1770-La Habana, 2 de diciembre de 1849), III conde de Lagunillas.[4]

Contrajo un primer matrimonio, en la catedral de La Habana, el 22 de diciembre de 1793, con Antonia María de Pedroso y Garro (m. 1801). Caso en segundas nupcias, 3l de mayo de 1804, con María de los Ángeles de Cárdenas-Vélez de Guevara y Peñalver. Sucedió su hijo del segundo matrimonio en 1852:
- Juan Marcial de Sequeira y Cárdenas (La Habana, 30 de junio de 1807-¿?), IV conde de Lagunillas,[4] caballero de la Orden de Carlos III y de la Orden de Isabel la Católica.

Casó, el 12 de noviembre de 1830, con María del Rosario de Xenes y Caballero (m. 1858). Sucedió su única hija en 1891:
- Isabel de Sequeira y Xenes (La Habana, 1 de febrero de 1838-¿?), V condesa de Lagunillas.[4]

Casó, en la catedral de La Habana, el 23 de marzo de 1861, con Pedro Leopoldo de Armenteros-Guzmán y Calvo de la Puerta. Fueron los padres de una hija, María del Rosario Armenteros y Sequeira (m. 1934), casada  con José María de Herrera y Montalvo, IV conde de Fernandina, grande de España, que fueron los padres de José María, sucesor en el condado de Fernandina, y de Elena de Herrera y Armenteros. Esta última casó el 30 de mayo de 1908, con Joaquín Gumá y Soler, natural de Matanzas, hijo de Joaquín Gumá y Ferrán, natural de Villanueva y Geltrú, y de Cristina Soler y Baró, los padres de Joaquín Gumá y Herrera, bisnieto de la V condesa de Lagunillas que rehabilitó el título en 1950:
Rehabilitado en 1950 por
- Joaquín Gumá y Herrera (La Habana, 1909-1980),[6] VI conde de Lagunillas,[4][7] VIII marqués de Casa Calvo[8] y gran coleccionista de arte antiguo, especialmente piezas egipcias, griegas y romanas.[9]

Se casó en 1939 con María de la Caridad López Serrano.  Le sucedió su hijo:
- Joaquín Gumá y López-Serrano (1944-2004),[6] VII conde de Lagunillas[10] y IX marqués de Casa Calvo[11]